# Poole Town FC
Poole Town FC (celým názvem: Poole Town Football Club) je anglický fotbalový klub, který sídlí ve městě Poole v nemetropolitním hrabství Dorset. Založen byl v roce 1890 po fúzi klubů Poole Hornets a Poole Rovers. Od sezóny 2018/19 hraje v Southern Football League Premier Division South (7. nejvyšší soutěž). Klubové barvy jsou červená a bílá.
Své domácí zápasy odehrává na stadionu Tatnam Ground s kapacitou 2 000 diváků.

## Historické názvy
Zdroj: 
- 1890 – Poole FC (Poole Football Club)
- 1919 – Poole & St. Marys FC (Poole & St. Marys Football Club)
- 1920 – Poole FC (Poole Football Club)
- 1930 – Poole Town FC (Poole Town Football Club)

## Získané trofeje
- Dorset Senior Cup ( 16× )
  - 1894/95, 1896/97, 1898/99, 1901/02, 1903/04, 1906/07, 1925/26, 1926/27, 1937/38, 1946/47, 1974/75, 1988/89, 1997/98, 2008/09, 2012/13, 2013/14

## Úspěchy v domácích pohárech
Zdroj: 
- FA Cup
  - 3. kolo: 1925/26
- FA Trophy
  - 1. kolo: 1969/70, 1970/71, 1974/75, 1987/88
- FA Vase
  - Semifinále: 2010/11

## Umístění v jednotlivých sezonách
Stručný přehled
Zdroj: 
- 1923–1925: Western Football League
- 1925–1926: Western Football League (Division Two)
- 1926–1930: Southern Football League (Eastern Section)
- 1930–1934: Western Football League (Division Two)
- 1935–1939: Western Football League (Division Two)
- 1946–1952: Western Football League (Division One)
- 1952–1953: Western Football League (Division Two)
- 1953–1957: Western Football League (Division One)
- 1957–1958: Southern Football League
- 1958–1959: Southern Football League (South-Eastern Section)
- 1959–1960: Southern Football League (Premier Division)
- 1960–1962: Southern Football League (Division One)
- 1962–1963: Southern Football League (Premier Division)
- 1963–1965: Southern Football League (Division One)
- 1965–1973: Southern Football League (Premier Division)
- 1973–1979: Southern Football League (Division One South)
- 1979–1982: Southern Football League (Southern Division)
- 1982–1983: Southern Football League (Premier Division)
- 1983–1990: Southern Football League (Southern Division)
- 1990–1991: Southern Football League (Premier Division)
- 1992–1996: Southern Football League (Southern Division)
- 1996–2000: Hampshire League (Division One)
- 2000–2004: Hampshire League (Premier Division)
- 2004–2005: Wessex Football League (Division Two)
- 2005–2006: Wessex Football League (Division One)
- 2006–2011: Wessex Football League (Premier Division)
- 2011–2013: Southern Football League (Division One South & West)
- 2013–2016: Southern Football League (Premier Division)
- 2016–2018: National League South
- 2018– : Southern Football League (Premier Division South)

Jednotlivé ročníky
Zdroj: 
Legenda: Z – zápasy, V – výhry, R – remízy, P – porážky, VG – vstřelené góly, OG – obdržené góly, +/- – rozdíl skóre, B – body, červené podbarvení – sestup, zelené podbarvení – postup, fialové podbarvení – reorganizace, změna skupiny či soutěže
| Sezóny  | Liga                                                 | Úroveň | Z  | V  | R  | P  | VG  | OG | +/- | B   | Pozice |
| ------- | ---------------------------------------------------- | ------ | -- | -- | -- | -- | --- | -- | --- | --- | ------ |
| 2009/10 | Western Football League (Premier Division)           | 9      | 42 | 35 | 4  | 3  | 128 | 40 | +88 | 109 | 1.     |
| 2010/11 | Western Football League (Premier Division)           | 9      | 42 | 33 | 5  | 4  | 132 | 44 | +88 | 104 | 1.     |
| 2011/12 | Southern Football League (Division One South & West) | 8      | 40 | 25 | 6  | 9  | 78  | 39 | +39 | 81  | 2.     |
| 2012/13 | Southern Football League (Division One South & West) | 8      | 42 | 30 | 8  | 4  | 82  | 36 | +46 | 98  | 1.     |
| 2013/14 | Southern Football League (Premier Division)          | 7      | 44 | 25 | 10 | 9  | 82  | 48 | +34 | 82  | 7.     |
| 2014/15 | Southern Football League (Premier Division)          | 7      | 44 | 28 | 7  | 9  | 84  | 35 | +49 | 91  | 2.     |
| 2015/16 | Southern Football League (Premier Division)          | 7      | 46 | 27 | 12 | 7  | 86  | 35 | +51 | 93  | 1.     |
| 2016/17 | National League South                                | 6      | 42 | 20 | 11 | 11 | 63  | 49 | +14 | 71  | 5.     |
| 2017/18 | National League South                                | 6      | 42 | 11 | 9  | 22 | 47  | 73 | -26 | 42  | 20.    |
| 2018/19 | Southern Football League (Premier Division South)    | 7      | 42 |    |    |    |     |    |     |     |        |